# والنتینا کوستا بیوندی
والنتینا کوستا بیوندی (اسپانیایی: Valentina Costa Biondi‎؛ زادهٔ ۱۳ سپتامبر ۱۹۹۵) بازیکن هاکی روی چمن زن اهل آرژانتین است.